# Johann Ferdinand August Schröner
Johann Ferdinand August Schröner (* 4. Mai 1801 in Berlin; † 25. Januar 1859 ebenda) war ein deutscher Jurist. Schröner war von 1834 bis 1838 Land- und Stadtgerichtsdirektor und von 1838 bis 1842 Oberbürgermeister der Stadt Halle an der Saale.

## Leben
Schröner studierte Rechtswissenschaften und trat im Anschluss in den preußischen Justizdienst ein. Im Juni 1834 wurde er zum Direktor am Land- und Stadtgericht in Halle ernannt. Nach dem Rücktritt von Oberbürgermeister Carl Albert Ferdinand Mellin im März 1837 setzte die hallesche Stadtverordnetenversammlung Schröner im August 1837 als Nachfolger auf den ersten Platz der Vorschlagsliste. Die Wahl bestätigte König Friedrich Wilhelm III. von Preußen am 24. Dezember 1837 mit Allerhöchster Kabinettsorder. Seine feierliche Amtseinführung erfolgte allerdings erst am 1. März 1838. Die Investitur vollzog der preußische Regierungspräsident des Regierungsbezirks Merseburg August Werner von Meding im Beisein des Magistrats und der Stadtverordneten auf der großen Ratsstube im Rathaus von Halle.
Schon zu Beginn seiner Amtsführung konnte die stark verfallende Moritzkirche ab Sommer 1838 umfassend restauriert werden. Für die Arbeiten wurde ein Kredit von 22.000 Talern bewilligt. Bereits Ende Oktober 1841 erfolgte die Neuweihe der Kirche. Mit dem Erwerb des Ambergschen Gehöftes durch die Stadt Halle wurde der Viehmarkt am Steintor erheblich vergrößert. Gleichzeitig wurden die städtischen Mühlen, die Bäckermühle und die Neumühle, von Zeitpacht in Erbpacht überführt. Zusammen mit Ludwig Wucherer gehörte Schröner zur Abordnung der Stadt Halle, die an den Huldigungsfeierlichkeiten von Friedrich Wilhelm IV. von Preußen am 15. Oktober 1840 in Berlin teilnahmen.
Noch im Jahre 1840 gelang der Ankauf des Rittergutes Freiimfelde für 49.283 Taler. Der kommunale Grundbesitz konnte somit erheblich erweitert werden, zu weiteren Ankäufen kam es in den folgenden Jahren. Am 1. April 1841 erfolgte die Aufhebung des von der Stadt verpachteten Pflastergeleits. Voraus gegangen waren langwierige Verhandlungen über die Übernahme der weiteren Unterhaltung aller durch die Stadt verlaufenden Chausseen sowie der Brücken und Pflasterdämme durch den Chausseefiskus. Die Verhandlungen über diesen für die Stadt Halle bedeutenden Rezess zwischen der Regierung in Merseburg, als Vertreterin des königlichen Fiskus, und den städtischen Behörden fanden erst am 31. Mai 1841 ihren endgültigen Abschluss. Sie führten zum Neubau der Klausbrücke durch die Stadt sowie zum Abriss der Hohen Brücke, die vom Staat übernommen und durch die Elisabethbrücke und die Siebenbogenbrücke ersetzt wurde.
Seine eigentlich zwölfjährige Amtszeit als hallescher Oberbürgermeister beendete Schröner bereits nach vier Jahren, im September 1842. Er wurde vom preußischen Innenminister Adolf Heinrich von Arnim-Boitzenburg als Geheimer Regierungsrat in sein Ministerium berufen und wechselte später als Geheimer Oberregierungsrat in das Handelsministerium. Am 13. September 1842 beschloss die hallesche Stadtverordnetenversammlung dem scheidenden Oberbürgermeister für seine Verdienste das Ehrenbürgerrecht zu verleihen. Johann Ferdinand August Schröner verstarb nach einer kurzen schweren Krankheit am 25. Januar 1859 in Berlin.

## Veröffentlichungen (Auswahl)
- Die Aufhebung des städtischen Pflastergeleites, der Neubau der hohen Brücke durch den Staat, und der Klausbrücke durch die Stadt. Halle 1842.
- Über Reform des Eherechts. Ein Vortrag, gehalten auf einem Provinzial-Landtage. Berlin 1842.